# Secrección inadecuada de hormona antidiurética
La hormona antidiurética (ADH) o vasopresina, producida en el hipotálamo (específicamente en el núcleo supraóptico), es almacenada por la neurohipófisis (hipófisis posterior), siendo estimulada por la ferritina y morfina, inhibida por la adrenalina y mediada por la AMPc. La ADH tiene entre sus funciones regular la secreción del agua libre en la orina, aumentar la permeabilidad de los túbulos colectores, por medio de las acuaporinas y además tiene una acción vasoconstrictora sobre la arteriola, aumentando la tensión arterial.
La inadecuada secreción de la ADH, por parte de la neurohipófisis causada por varios motivos, como tumores, infecciones y en algunos casos tiene sin origen específico, puede desencadenar la diabetes insípida central y el síndrome de secreción inadecuada de ADH (SIADH).
Se sabe que existe una secreción inadecuada de ADH, cuando la cantidad de ADH secretada en el organismo tiene valores superiores e inferiores a los valores normales, que oscilan entre 1 a 5 pg/mL, medidos en un examen de sangre.

## Tipos y causas

### Aumento de ADH
Puede ser causada por el estrés, adenomas de la hipófisis, traumas craneoencefálicos, infecciones en el sistema nervioso central (SNC) y por la sobreestimulación del hipotálamo por parte de fármacos como la nicotina, la morfina, la ferrina, la clorpropamida, la carbamazepina, antidepresivos y fármacos para tratamientos oncológicos.
Como consecuencia, el individuo con aumento de ADH en su cuerpo, tiene hipoosmolaridad, hipertensión y los niveles disminuidos de sodio en la sangre (hiponatremia no por falta de Na sino por exceso de agua). Esto produce que la orina sea muy concentrada y la sangre excesivamente diluida.

### Disminución de ADH
El origen de esta disminución puede deberse a inflamaciones autoinmunes, tumores o cirugías en la región hipotálamo-hipofisiaria, sin embargo, aproximadamente el 30% de la población tiene una disminución de ADH, el origen de esta condición es desconocido.
Lo población con esta inadecuada secreción, presenta principalmente grandes pérdidas de volúmenes de orina diluida (poliuria), provocando deshidratación celular y intracelular.

## Enfermedades
Las enfermedades más representativas de una secreción inadecuada de ADH, son el SIADH y la diabetes insípida central.
En el SIADH, La excesiva secreción de ADH en los pacientes causa que presenten (fuera de una orina muy poco diluida),  Aumento de peso, náuseas, debilidad muscular y vomito, además, síntomas como agitación, confusión, irritabilidad, inconsciencia, convulsiones y coma, en casos donde los niveles de sodio en sangre disminuyen a niveles crónicos con valores menores de 120mEq/l; esta enfermedad presenta 4 tipos diferentes de mecanismo: Tipo A, B, C y D.
En los pacientes con diabetes insípida central, presentan síntomas como aumento de la sed y excesiva producción de orina, ya que ocurre lo contrario al SIADH, en este caso, la sangre tiene altas concentraciones de sodio, y la orina es altamente diluida.

## Tratamientos
En el SIADH, el tratamiento es retirar el fármaco que la causa, o una extripación del tumor, dependiendo de la causa, si la causa es desconocida, el tratamiento buscara disminuir los niveles de sodio en la orina y aumentarlos en la sangre.
Por otra parte, en la diabetes insípida central, el tratamiento es administrar ADH o desmopresina, en los pacientes que presentan una ausencia total de ADH, y en los pacientes que tienen una ligera producción de ADH, el tratamiento se basa en administrar clorpropamida o carbamazepina, fármacos que estimulan el hipotálamo.